# Xysticus fagei
Xysticus fagei là một loài nhện trong họ Thomisidae. Loài này được phát hiện ở châu Phi. Chúng được Lessert miêu tả năm 1919.